# Dinogeophilus pauropus
Dinogeophilus pauropus är en mångfotingart som beskrevs av Filippo Silvestri 1909. Dinogeophilus pauropus ingår i släktet Dinogeophilus och familjen storjordkrypare.
Artens utbredningsområde är Uruguay. Inga underarter finns listade i Catalogue of Life.